# ArcelorMittal Warszawa

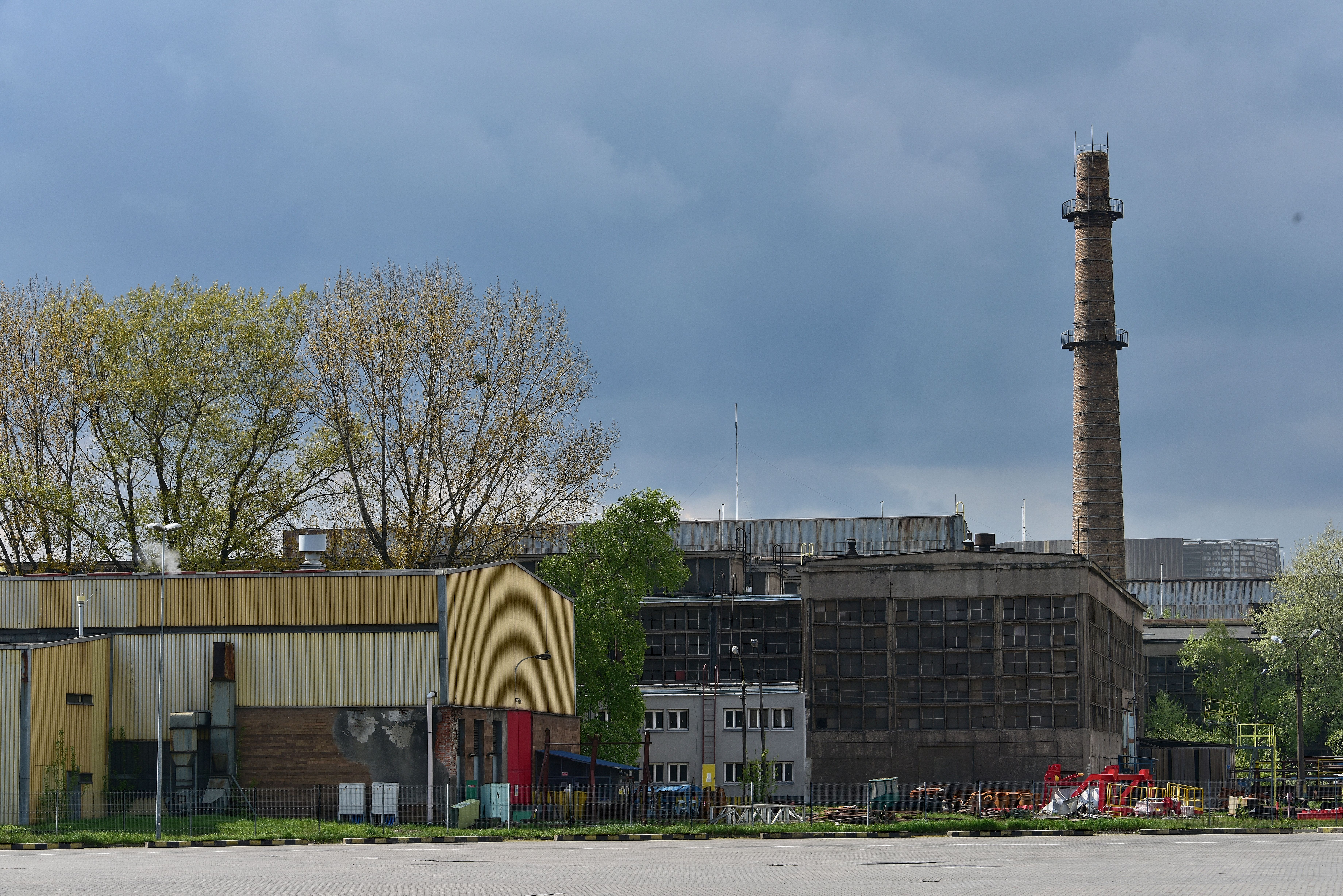
Teile des Werkes im Jahr 2017

ArcelorMittal Warszawa (früher Huta Warszawa) ist ein stahlproduzierendes Unternehmen im Warschauer Stadtbezirk Bielany. Die Tochtergesellschaft des ArcelorMittal-Konzerns hat sich auf die Produktion von Karbon- und Spezialstählen spezialisiert. Hier hergestellte Produkte werden vorwiegend in der Automobil-, der Maschinenbau- und der Bauindustrie eingesetzt. Die Anlage gehört zu den modernsten Stahlwerken Europas.

## Geschichte
Bereits in den 1930er Jahren erwog der damalige Industrieminister Polens, Eugeniusz Kwiatkowski, die Ansiedlung von Stahlindustrie in Warschau. Der Ausbruch des Zweiten Weltkriegs verzögerte die Umsetzung bis 1948, als das Thema erneut aufgegriffen wurde. Am 26. April 1951 entschied die Regierung, in dem Warschauer Vorort Młociny ein Stahlwerk zu errichten. 227 Hektar Grundfläche wurden für die Investition enteignet. Sechs Jahre später, am 29. April 1957, wurde der erste Elektroofen in Betrieb genommen und erstmals Stahl gegossen – das Datum gilt als Zeitpunkt der Inbetriebnahme des als Huta Warszawa bezeichneten Werkes. In den nachfolgenden Jahren wurden das Stahlwerk (1958), das Schmiedewerk (1960), ein Grobwalzwerk (1961) und ein Feinwalzwerk (1962) fertiggestellt und eröffnet. Zunächst wurden in dem neuen Werk 750 Stahlarbeiter aus Schlesien beschäftigt. Eine in Warschau eingerichtete von der Bergbau- und Hüttenwesen-Universität AGH aus Krakau betriebene Berufsschule bildete notwendiges Fachpersonal aus Warschau aus.
Der weitere Ausbau des Werkes führte Mitte der 1960er Jahre zu einer Jahresproduktion von 680.000 Tonnen Stahl; zum Ende des Jahrzehnts stellte Huta Warszawa jährlich 1,2 Millionen Tonnen Stahl her und war damit der größte Hersteller von Qualitätsstählen in Polen. Mitte der 1970er Jahre arbeiteten in dem Werk fast 11.000 Menschen.

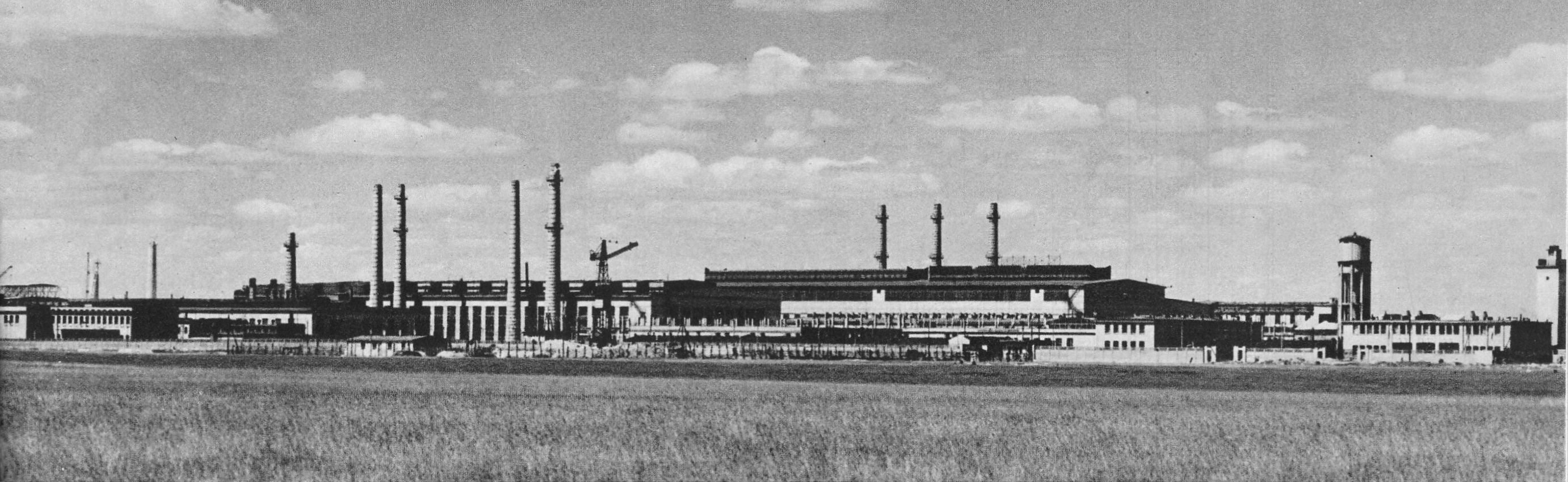
Die Huta Warszawa in den 1960er Jahren

Das moderne Stahlwerk wurde regelmäßig von den Parteichefs der Polnischen Arbeiterpartei, Władysław Gomułka und Edward Gierek, besucht. Im November 1968 besichtigte auch Leonid Breschnew das Werk und posierte für Fotos mit dem weißen Stahlarbeiterhut. 1959 wurde das Werk von Richard Nixon, dem damaligen Vizepräsidenten der USA, besucht. Im Jahr 1983 präsentierte Wojciech Jaruzelski dem SED-Generalsekretär der DDR, Erich Honecker, das Vorzeigeprojekt.

### Streik und Kriegsrecht
Am 28. August 1980 brach im Stahlwerk im Rahmen der landesweiten August-Streiks ein Streik aus. Es war das erste Werk in Warschau, welches sich an den Arbeitsniederlegungen beteiligte. 70 % der Belegschaft hatten für den Streik gestimmt. Neben Lohnerhöhungen und der Gründung unabhängiger Gewerkschaften forderten die Stahlarbeiter eine Aufklärung zur Unterdrückung der Arbeiterproteste in den Jahren 1970 und 1976. Die damals Verantwortlichen sollten benannt werden. Während des Streiks besuchten Lech Wałęsa, Jacek Kuroń und Janusz Onyszkiewicz die Streikenden.
Am 31. August 1980 wurde auf dem Betriebsgelände vom Streikkomitee ein katholischer Gottesdienst organisiert. Der um Entsendung eines Priesters gebetene Kardinal Stefan Wyszyński schickte den damals 34-jährigen Jerzy Popiełuszko. Der 1984 ermordete Geistliche hielt fortan im Werk wöchentliche Gottesdienste ab und organisierte auch Vorträge für die Stahlarbeiter – zu geschichtlichen und juristischen Themen. Im September 1982 pilgerte er mit den Arbeitern des Werkes zum polnischen Nationalheiligtum Jasna Góra in Tschenstochau.
Nach der Einführung des Kriegsrechts am 13. Dezember 1981 wurde das Gelände des Stahlwerkes von Miliz und Polizei bewacht und der Zugang untersagt. Truppen der Zmotoryzowane Odwody Milicji Obywatelskiej betraten das Gelände und verhafteten die Streikführer der Solidarność. Die meisten Angeklagten wurden von dem Vorwurf eines Verstoßes gegen die Bestimmungen des Kriegsrechts freigesprochen.

### Nach der Wende
1992 wurde die Huta Warszawa als erstes Stahlwerk in Polen privatisiert. Käufer war die italienische Lucchini S.p.A., die im Jahr 2005 von der russischen Severstal-Gruppe übernommen wurde. Die Übernahme und mit Entlassungen verbundene Neuausrichtung des Warschauer Werkes wurde von Protesten begleitet; 1994 kam es zu einem 47-tägigen Sitzstreik. Unter Vermittlung von Erzbischof Tadeusz Gocłowski und Jacek Kuroń endet der Streik mit der Unterzeichnung einer Vereinbarung zwischen Geschäftsleitung und Belegschaft.
Im Jahr 1992 arbeiteten noch 4300 Menschen im Werk. Von 1995 bis 1997 wurde ein neues Stahlwerk errichtet. Es gehörte zu den modernsten Anlagen seiner Art in Europa. Im Jahr 2000 war die Beschäftigtenzahl auf 1000 zurückgegangen. 2001 wurde eine Fertigungsstrecke für Eisenbahnachsen und -räder eingerichtet.
2005 erfolgte die Übernahme des Werkes durch den europäischen Arcelor-Konzern. In Folge wurde im Dezember 2005 ein bereits geschlossenes Schmiedewerk mit sechs Industrieschornsteinen gesprengt, um Platz für den Neubau eines modernen Walzwerkes zu schaffen. Diese Anlage wurde im September 2008 in Betrieb genommen; dabei war u. a. Lech Wałęsa anwesend. Im Jahr 2006 fusionierten die Unternehmen Arcelor und Mittal Steel Company. Im selben Jahr wurde das Feinwalzwerk stillgelegt. 2011 erhielt das Stahlwerk vom polnischen Präsidenten, Bronisław Komorowski, eine Auszeichnung als arbeitnehmerfreundlicher Arbeitgeber.

## Gegenwart

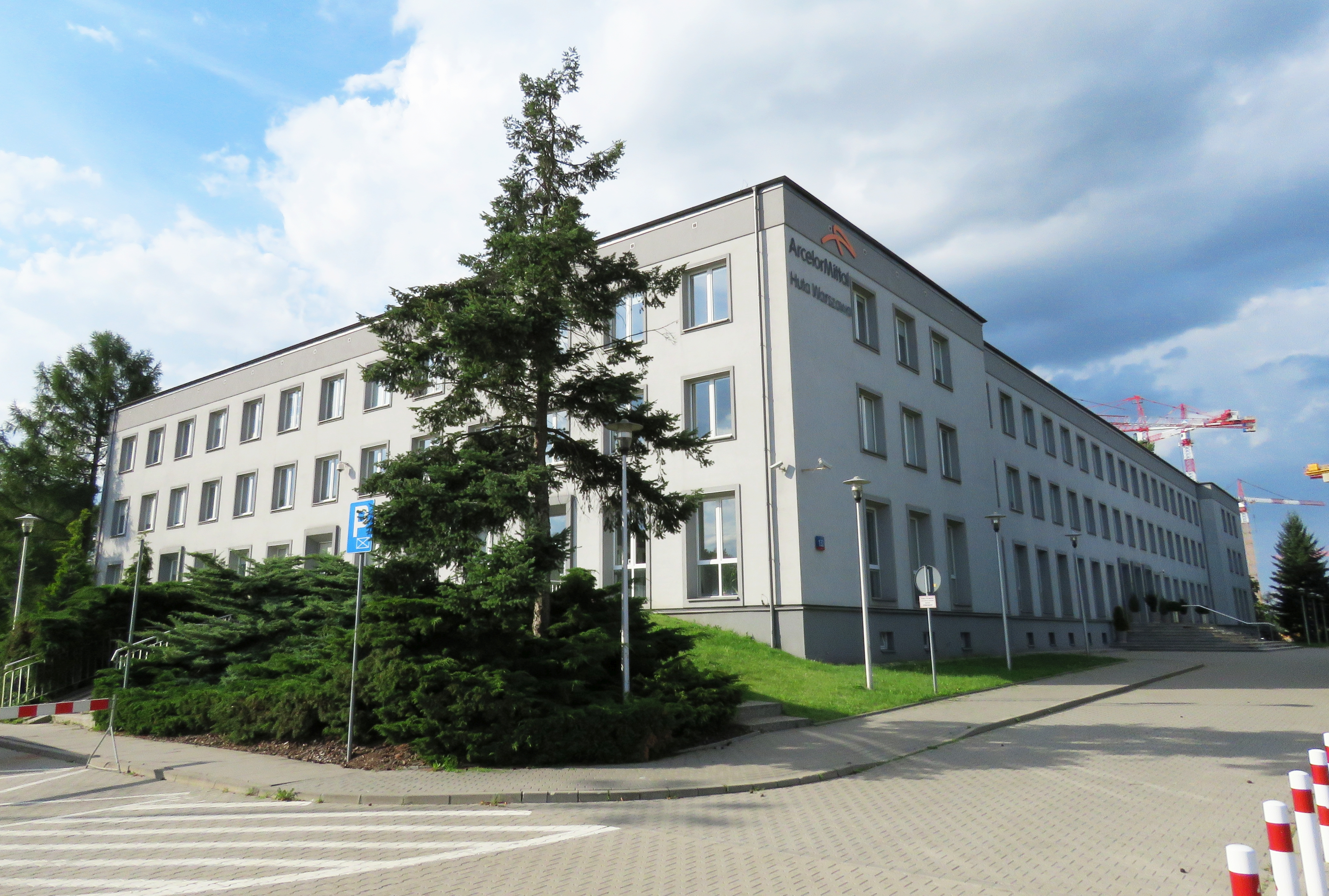
Das ArcelorMittal-Verwaltungsgebäude des Stahlwerks im Sommer 2017

Da das Stahlwerk überwiegend Metallschrott verarbeitet, ist es der größte Recyclingbetrieb Warschaus. Jährlich werden hier rund 650.000 Tonnen Schrott zu hochwertigen Stahl recykelt. Die Anlage kann als Teil der regionalen Kreislaufwirtschaft betrachtet werden. Seit der Privatisierung sind nach Angaben des Unternehmens rund 220 Millionen EUR in die Modernisierung des Werks investiert worden (Stand 2020).
Der aktuelle Ausstoß (Jahr 2020) liegt bei rund 600.000 Tonnen Stahl – das ist rund doppelt so viel wie Anfang der 1990er Jahre. 500 Mitarbeiter werden beschäftigt. Neben Carbonstahl wird hauptsächlich Federstahl, Wälzlagerstahl und Betonstahl hergestellt. So werden jährlich rund 200.000 Kilometer Bewehrungsstahl produziert.
Viele Stationen der zweiten Warschauer U-Bahn-Linie wurden unter Verwendung von im Werk gefertigten Stahlstrukturen hergestellt -insgesamt wurden mehr als 20.000 Tonnen dieser Stahlelemente verarbeitet. In ähnlicher Größenordnung lieferte das Werk für den Bau des unterirdischen Bahnhofs Łódź Fabryczna. Jedes zweite in Europa produzierte Auto enthält Stahlteile, die in Bielany produziert wurden. Auch im Jahr 2020 arbeitete das Unternehmen – trotz Stahl- und Coronakrise – profitabel.
Zu einem zunehmenden Problem wird dagegen die Lage des Werkes. Der ursprünglich weit außerhalb Warschaus liegende Standort ist mittlerweile Stadtgebiet und aufgrund guter Verkehrsinfrastruktur (z. B. U-Bahnstation) ein beliebtes Wohngebiet geworden. Regelmäßig werden neue Wohnanlagen um das Werk herum errichtet; die Ausweisung früher nicht zu bebauender Schutzbereiche im Umfeld des Werkes wurden gegen Einspruch der Werksleitung aufgehoben. Als Folge kommt es vermehrt zu Beschwerden von Anwohnern über Emissionsbelästigungen. Die Geschäftsleitung bemüht sich, diese Emissionen durch geeignete Schutzmaßnahmen zu reduzieren.